# 13 Sextantis
13 Sextantis är en gulvit stjärna i huvudserien i Sextantens stjärnbild.
13 Sextantis har visuell magnitud +6,43 och befinner sig precis vid gränsen för var som går att se för blotta ögat vid mycket god seeing. Den befinner sig på ett avstånd av ungefär 185 ljusår.